# Pétrel de Schlegel
Pterodroma incerta
Espèce
Statut de conservation UICN

 EN B2ab(v) : En danger
Le Pétrel de Schlegel (Pterodroma incerta) est une espèce de oiseaux de la famille des Procellariidae. Il se reproduit uniquement sur les îles Tristan da Cunha et Gough ; il fréquente les eaux du sud de l'Atlantique, entre les côtes africaines et sud-américaines.
Le nom français de l'espèce commémore son descripteur, l'ornithologue allemand Hermann Schlegel (1804-1884).